# Egressy Gábor (labdarúgó)
Egressy Gábor (Budapest, 1974. február 11. –) 21-szeres válogatott labdarúgó, középpályás. Tagja volt az 1996-os atlantai olimpián részt vevő csapatnak.

## Pályafutása

### Klubcsapatban
NB I-es pályafutását az Újpestben kezdte, 1993 augusztusában debütált bajnoki mérkőzésen. Első szezonjában 17 alkalommal lépett pályára, az 1994-95-ös idényben pedig már alapembere volt a bajnoki ezüstérmes csapatnak, 29 mérkőzésen szerzett 12 góllal ő volt a házi gólkirály. 1996 nyarán lejárt a szerződése és a BVSC-hez igazolt. Innen tíz hónap után az MTK-hoz került, majd egy évre kölcsönbe a DVTK-hoz. Góllal debütált az 1. fordulóban, amivel be is állította a 2-3-as végeredményt a Dunaferr otthonában. A 3. fordulóban megszerezte első dupláját a csapatban, a Vasas ellen. Az ősz beköszöntével sem állt le a gólgyártással Miskolcon, eredményes volt a Győr, Haladás, Zalaegerszeg, Ferencváros, BVSC, és a DVTK legnagyobb riválisa, Nyíregyháza ellen. Duplázni tudott a Vác, és a Fehérvár ellen. Első tavaszi gólját a Haladás otthonában szerezte, Április 10.-én. Egy héttel később a Zalaegerszeg ellen is betalált, majd a Májusi, Ferencváros elleni vesztes (1-3) bajnokin. Utolsó diósgyőri gólját a régiós rivális Nyíregyháza elleni derbin szerezte, amivel a piros-fehérek otthon tartották a 3 pontot. 17 góljával a góllövőlista második helyén végzett és a házi gólkirályi címet is megszerezte. Ezután az MTK visszarendelte egy évre és újra kölcsönadta, ezúttal a Kispest Honvédnak. 2001-ben a ZTE megvásárolta, itt 3 és fél évet töltött és tagja volt a 2001-es bajnokcsapatnak. A 2004/05-ös szezont ismét a Diósgyőri VTK égisze alatt töltötte. Visszatérése első gólját a Győri ETO ellen szerezte, a 7. fordulóban. A 10. fordulóban is betalált, és pontot mentett, az MTK ellen. A 14. fordulóban, egy szintén '66. percben szerzett góllal tudott pontot nyerni a csapatnak, ezúttal hármat, a Sopron ellen. A következő mérkőzésen az ő góljával egyenlített a DVTK az Újpest otthonában, egy 4-1-re végződő találkozón. Első tavaszi gólját Április 9.-én lőtte a ZTE-Arénában. A rákövetkező bajnokin, a Budapest-Honvéd 5-1-es kiütéséhez egy büntetőgóllal járult hozzá. A Győri ETO, és a Békéscsaba otthonában is eredményes volt, majd duplázott három perc alatt a Fehérvár elleni hazai bajnokin, így 6 gólt szerzett 5 egymást követő mérkőzésen. Az Újabb egy évnyi Diósgyőri játék után idegenlégiós lett, először az osztrák első ligában játszó Admira Wacker csapatánál játszott egy szezont. Miután csapata kiesett az első osztályból ő szabadon igazolhatóvá vált és a görög Diagoras GS csapatához szerződött. A következő idényben újra visszatért Ausztriába és az elkövetkezendő években alacsonyabb osztályú csapatokban szerepelt. 2010 telén hazaigazolt Magyarországra az NB III-as TTC-Lindab csapatához.
Elvégezte a Testnevelési Egyetem sportmenedzseri képzését, tervei szerint visszavonulása után sportvezetőként fog dolgozni.

### A válogatottban
1996 és 2001 között 21 alkalommal szerepelt a válogatottban és egy gólt szerzett. Tagja volt az 1996-os atlantai olimpián részt vevő csapatnak.

## Sikerei, díjai
- Magyar bajnokság
  - bajnok: 1996-97, 2001–02
  - 2.: 1994–95, 1999–00
  - 3.: 1995–96
- Magyar kupa
  - győztes: 1998, 2000
  - döntős: 1996

## Statisztika

### Mérkőzései a válogatottban
| Magyarország | Magyarország         | Magyarország                  | Magyarország  | Magyarország | Magyarország            | Magyarország       | Magyarország | Magyarország |
| #            | Dátum                | Helyszín                      | Hazai         | Eredmény     | Vendég                  | Kiírás             | Gólok        | Esemény      |
| ------------ | -------------------- | ----------------------------- | ------------- | ------------ | ----------------------- | ------------------ | ------------ | ------------ |
| 1.           | 1996. április 10.    | Eszék                         | Horvátország  | 4 – 1        | Magyarország            | barátságos         | -            |              |
| 2.           | 1996. április 24.    | Budapest, Népstadion          | Magyarország  | 0 – 2        | Ausztria                | barátságos         | -            | 46'          |
| 3.           | 1996. május 18.      | London, Wembley Stadion       | Anglia        | 3 – 0        | Magyarország            | barátságos         | -            | 80'          |
| 4.           | 1996. június 1.      | Budapest, Népstadion          | Magyarország  | 0 – 2        | Olaszország             | barátságos         | -            | 69'          |
|              | 1996. július 21.     | Orlando, Citrus Bowl (USA)    | Nigéria       | 1 – 0        | Magyarország            | olimpiai D csoport | -            | 76'          |
|              | 1996. július 25.     | Orlando, Citrus Bowl (USA)    | Japán         | 3 – 2        | Magyarország            | olimpiai D csoport | -            |              |
| 5.           | 1996. augusztus 14.  | Siófok                        | Magyarország  | 3 – 1        | Egyesült Arab Emírségek | barátságos         | -            | 46'          |
| 6.           | 1996. szeptember 1.  | Budapest, Népstadion          | Magyarország  | 1 – 0        | Finnország              | vb-selejtező       | -            | 88'          |
| 7.           | 1997. szeptember 6.  | Varsó                         | Lengyelország | 1 – 0        | Magyarország            | barátságos         | -            | 76'          |
| 8.           | 1997. szeptember 10. | Budapest, Üllői úti Stadion   | Magyarország  | 3 – 1        | Azerbajdzsán            | vb-selejtező       | -            |              |
| 9.           | 1997. október 11.    | Helsinki                      | Finnország    | 1 – 1        | Magyarország            | vb-selejtező       | -            | 81'          |
| 10.          | 1998. október 14.    | Budapest, Népstadion          | Magyarország  | 1 – 1        | Románia                 | Eb-selejtező       | -            | 77'          |
| 11.          | 1998. november 18.   | Budapest, Üllői úti Stadion   | Magyarország  | 2 – 0        | Svájc                   | barátságos         | -            |              |
| 12.          | 1999. március 10.    | Budapest, Üllői úti Stadion   | Magyarország  | 1 – 1        | Bosznia-Hercegovina     | barátságos         | -            | 51'          |
| 13.          | 1999. június 5.      | Bukarest, Steaua Stadion      | Románia       | 2 – 0        | Magyarország            | Eb-selejtező       | -            |              |
| 14.          | 1999. június 9.      | Győr, Rába ETO Stadion        | Magyarország  | 0 – 1        | Szlovákia               | Eb-selejtező       | -            | 59'          |
| 15.          | 1999. szeptember 4.  | Vaduz, Rheinpark Stadion      | Liechtenstein | 0 – 0        | Magyarország            | Eb-selejtező       | -            |              |
| 16.          | 1999. szeptember 8.  | Budapest, Üllői úti Stadion   | Magyarország  | 3 – 0        | Azerbajdzsán            | Eb-selejtező       | 1            | 52'          |
| 17.          | 1999. október 9.     | Lisszabon, Estádio da Luz     | Portugália    | 3 – 0        | Magyarország            | Eb-selejtező       | -            |              |
| 18.          | 2000. június 3.      | Budapest, Fáy utcai Stadion   | Magyarország  | 2 – 1        | Izrael                  | barátságos         | -            | 80'          |
| 19.          | 2001. március 24.    | Budapest, Népstadion          | Magyarország  | 1 – 1        | Litvánia                | vb-selejtező       | -            | 46'          |
| 20.          | 2001. október 6.     | Parma                         | Olaszország   | 1 – 0        | Magyarország            | vb-selejtező       | -            | 78'          |
| 21.          | 2001. november 14.   | Budapest, Megyeri úti Stadion | Magyarország  | 5 – 0        | Macedónia               | barátságos         | -            | 76'          |
|              | Összesen             |                               |               | 21           | mérkőzés                |                    | 1            | gól          |